# Teudis peragrans
Teudis peragrans är en spindelart som först beskrevs av O. Pickard-Cambridge 1898.  Teudis peragrans ingår i släktet Teudis och familjen spökspindlar. Inga underarter finns listade i Catalogue of Life.